# Lechriodus
Genre
Synonymes
- Batrachopsis Boulenger, 1882
- Phanerotis Boulenger, 1890

Lechriodus est un genre d'amphibiens de la famille des Limnodynastidae.

## Répartition
Les 4 espèces de ce genre se rencontrent dans l'est de l'Australie, en Nouvelle-Guinée et aux îles Aru.

## Liste des espèces
Selon Amphibian Species of the World (19 novembre 2016) :
- Lechriodus aganoposis Zweifel, 1972
- Lechriodus fletcheri (Boulenger, 1890)
- Lechriodus melanopyga (Doria, 1875)
- Lechriodus platyceps Parker, 1940

## Publication originale
- Boulenger, 1882 : Catalogue of the Batrachia Gradientia s. Caudata and Batrachia Apoda in the collection of the British Museum, ed. 2, p. 1-127 (texte intégral).